# Wentshukumishiteu
 (décembre 2018).
Dans la mythologie inuite, Wentshukumishiteu est un esprit aquatique protégeant les animaux (particulièrement les loutres) des chasseurs.

## Description
Les Wentshukumishiteu sont décrits comme étant des grosses loutres ou phoques ayant une fourrure jaune orangé ou brun foncé. Ils ont les pieds blancs et de grandes oreilles, ils grognent comme des chiens et peuvent parfois faire un léger sifflement. Ils peuvent nager dans l'eau, la glace et la terre. Quand ils traversent la terre, ils se mettent à onduler. Ils vivent à l'intérieur de la montagne Manitu-utshu au Labrador dans des habitats semblables à ceux des castors.

## Mythe
Le mythe le plus populaire raconte que deux chasseurs ont vu un Wentshukumishiteu. L'un d'eux l'a tué et l'eau a immédiatement commencé à bouillonner et la terre à trembler. Les chasseurs ont couru le plus vite possible mais le chasseur qui a tué le Wentshukumishiteu tomba dans un trou dans la terre et mourut. L'autre chasseur resta indemne.

Un autre mythe raconte que des chasseurs ont rencontré une loutre blanche et une loutre brune. Un chasseur a tué la loutre blanche et tous les Wentshukumishiteu l'ont poursuivi. Le chasseur qui a tué la loutre est mort et l'autre est resté vivant.